# Amitriptilin
Az amitriptilin a triciklikus antidepresszívumok csoportjába tartozó dibenzo-cikloheptadién-származék.
A központi idegrendszerben hatékonyan gátolja a szerotonin és noradrenalin preszinaptikus neuronális visszavétel-mechanizmusát, ezáltal megkönnyíti a noradrenerg és szerotonerg transzmissziót. Gátló hatást fejt ki a muszkarin- és a H1 hisztamin-receptorokon, ezért antikolinerg és szedatív hatással rendelkezik.
A VIII. Magyar Gyógyszerkönyvben Amitriptylini hydrochloridum    néven hivatalos.  

## Fordítás
- Ez a szócikk részben vagy egészben  az   Amitriptyline című angol Wikipédia-szócikk fordításán alapul.  Az eredeti cikk szerkesztőit annak laptörténete sorolja fel. Ez a jelzés csupán a megfogalmazás eredetét és a szerzői jogokat jelzi, nem szolgál a cikkben szereplő információk forrásmegjelöléseként.